# Cassiopea ndrosia
Cassiopea ndrosia is een schijfkwal uit de familie Cassiopeidae. De kwal komt uit het geslacht Cassiopea. Cassiopea ndrosia werd in 1899 voor het eerst wetenschappelijk beschreven door Agassiz & Mayer. 